# Leopard TOGT Pro Cycling
Leopard TOGT Pro Cycling var et dansk cykelhold, der fra 2023 cyklede i UCI kontinental-klassen. Holdet blev etableret af Riwal Cycling Team fra Danmark og Leopard Pro Cycling fra Luxembourg, da de to hold i midten af oktober 2022 offentliggjorde at de fusionerede, og dannede et nyt hold på dansk licens. På det tidspunkt var holdets navn ikke endelig besluttet. Den 13. januar 2023 blev navnet Leopard TOGT Pro Cycling offentliggjort på UCI's hjemmeside. Navnesponsorene blev læskedrikproducenten Leopard fra Luxembourg og den odenseanske ejendomsudvikler TOGT. TOGT er ejet af holdets administerende direktør Mogens Tveskov og søsteren Louise. Cykelholdet var ejet af Pace Pro Cycling ApS, hvor søskendeparret igennem TOGT havde over halvdelen af ejerskabet. Efter at havde eksisteret i kun én sæson, valgte holdejerne at lukke holdet ved udgangen af 2023-sæsonen. 

## Historie
Både Riwal Cycling Team og Leopard Pro Cycling havde haft svært ved st finde sponsorer til at rykke de respektive hold op på ProSeries-niveau. I august 2022 meddelte firmaet Riwal, at de stoppede som navnesponsor for det danske hold fra årets udgang.
Derfor begyndte holdene i maj 2022 at snakke om muligheden for en fusion, og allerede efter sommerferien var alt blevet aftalt. Der var lavet etårige kontrakter med 16 ryttere, hvor af de otte, fire fra hvert hold, blev rykket med over på det nye hold. Teammanager blev Leopards Markus Zingen, mens danske Sebastian Andersen blev den ledende sportsdirektør. Selskabet Pace Pro Cycling ApS står bag holdet, og det fik dansk licens. En del af sportsdirektør- og mekanikerbiler fik fast placering ved Leopards hovedsæde i den lille by Howald i den sydlige del af Luxembourg.

## Holdet

### 2023
| Trup 2023                              | Trup 2023          | Trup 2023                       | Trup 2023 |
| Rytter                                 | Fødselsdag         | Seneste hold                    |           |
| -------------------------------------- | ------------------ | ------------------------------- | --------- |
| Tobias Aagaard Hansen                  | 10. marts 2002     | Uno-X DARE Development (2022)   |           |
| Loïc Bettendorff                       | 28. april 2001     | Riwal Cycling Team (2022)       |           |
| Mathias Bregnhøj                       | 11. november 1995  | Riwal Cycling Team (2022)       |           |
| Colin Heiderscheid                     | 28. januar 1998    | Leopard Pro Cycling (2022)      |           |
| Oliver Knudsen                         | 8. januar 1999     | Restaurant Suri-Carl Ras (2022) |           |
| Mads Østergaard Kristensen             | 26. januar 1998    | ColoQuick (2022)                |           |
| Mil Morang                             | 15. september 2004 | UC Dippach (2022)               |           |
| Tom Paquet                             | 28. juni 2002      | Team U Nantes Atlantique (2022) |           |
| Cédric Pries                           | 25. oktober 2000   | Leopard Pro Cycling (2022)      |           |
| Robin Juel Skivild                     | 21. august 2001    | Uno-X DARE Development (2022)   |           |
| Andreas Stokbro                        | 8. april 1997      | Team Coop (2022)                |           |
| Kasper Viberg Søgaard                  | 12. september 2001 | Riwal Cycling Team (2022)       |           |
| Tim Torn Teutenberg (1. jan.–31. jul.) | 19. juni 2002      | Leopard Pro Cycling (2022)      |           |
| Nick van der Lijke                     | 23. september 1991 | Regio Zuid-Limbourg (2022)      |           |
| Emil Vinjebo                           | 24. marts 1994     | Riwal Cycling Team (2022)       |           |
| Mats Wenzel                            | 19. december 2002  | Leopard Pro Cycling (2022)      |           |
| Miguel Heidemann (9. mar.–31. dec.)    | 27. januar 1998    | B&B Hotels-KTM (2022)           |           |
|                                        |                    |                                 |           |
| Kilde: ProCyclingStats                 |                    |                                 |           |

#### Sejre
| 5. mar.  | Grand Prix de la Ville de Lillers      | 1.2 | Andreas Stokbro            |
| 26. mar. | Olympia's Tour, Samlede stilling       | 2.2 | Mathias Bregnhøj           |
| 7. apr.  | Circuit des Ardennes, 2. etape         | 2.2 | Mathias Bregnhøj           |
| 9. apr.  | Circuit des Ardennes, Samlede stilling | 2.2 | Mathias Bregnhøj           |
| 27. apr. | Tour de Bretagne, 3. etape             | 2.2 | Mads Østergaard Kristensen |
| 19. maj  | Flèche du Sud, 2. etape                | 2.2 | Mathias Bregnhøj           |
| 3. sep.  | Gylne Gutuer                           | 1.2 | Andreas Stokbro            |